# (4741) Leskov
(4741) Leskov est un astéroïde de la ceinture principale.

## Description
(4741) Leskov est un astéroïde de la ceinture principale. Il fut découvert le 10 novembre 1985 à Naoutchnyï par Lioudmila Karatchkina. Il présente une orbite caractérisée par un demi-grand axe de 3,22 UA, une excentricité de 0,18 et une inclinaison de 1,6° par rapport à l'écliptique.

## Compléments